# Téléphérique d'Issy-les-Moulineaux
Le téléphérique d'Issy-les-Moulineaux est un projet avorté, lancé dans les années 2000, de téléphérique urbain entre la ville basse d'Issy-les-Moulineaux et les hauteurs du fort d'Issy, dans la proche banlieue sud-ouest de Paris. 

## Contexte
Les années 2000 ont vu naitre plusieurs projets de téléphérique urbain en France à la suite du succès de tels transports dans des villes d'Amérique du Sud. 
En France, le téléphérique de Brest est inauguré le 19 novembre 2016. En 2016, pas moins de 16 projets de téléphériques sont à l'étude en Île-de-France. 
À Issy-les-Moulineaux, un projet fut élaboré pour relier les quartiers hauts de la ville, près du fort d'Issy, au centre-ville, situé au bord de la Seine.

## Description
Le tracé se situait dans l’axe de la rue André-Chénier, reliant la place de la Mairie au fort d'Issy avec une longueur de 830 mètres en ligne droite. La ligne n'aurait reposé, outre les deux stations d'extrémités, que sur un pylône unique. La gare basse était prévue en correspondance avec la station Mairie d'Issy, terminus de la ligne 12 du métro.
Le téléphérique, d'un coût de quinze à vingt millions d'euros, aurait pu transporter 480 voyageurs à l’heure, dans chaque sens, avec un temps de parcours de 2 min 30 s. La cabine aurait été située entre 7 et 50 mètres au-dessus du sol, suivant les endroits.
Sa mise en service était prévue initialement en 2010.
Cependant, André Santini, le maire d'Issy-les-Moulineaux, décida en février 2008 d'abandonner le projet durant la campagne des élections municipales, du fait de l'action militante menée contre le projet par la présidente de l'association Actevi-Touche pas à mon ciel, Claire Szabo, qui a parallèlement été intégrée à la liste du maire sortant.